# Virginia Slims of Houston 1992
Il  Virginia Slims of Houston 1992 è stato un torneo di tennis giocato sulla terra rossa. È stata la 22ª edizione del torneo, che fa parte della categoria Tier II nell'ambito del WTA Tour 1992. Si è giocato al Westside Tennis Club di Houston negli USA dal 13 al 19 aprile 1992.

## Campionesse

### Singolare
Monica Seles ha battuto in finale  Zina Garrison con il punteggio di 6–1, 6–1

### Doppio
Patty Fendick /  Mary Joe Fernández hanno battuto in finale  Jill Hetherington /  Kathy Rinaldi con il punteggio di 7–5, 6–4